# Зенович, Кшиштоф (воевода минский)
Кшиштоф Зенович (Деспот-Зенович) (? — 6 июня 1717) — государственный деятель Великого княжества Литовского, маршалок земский ошмянский (1687), староста ошмянский (1701—1715), писарь великий литовский (1703—1709), воевода минский (1709—1717).

## Биография
Представитель литовского шляхетского рода Зеновичей герба «Деспот». 
Полковник войска ВКЛ. С 1687 года упоминается в звании маршалка земского Ошмянского. 
В «Подымных реестрах Виленского воеводства» за 1690 год есть следующая запись: «В парафии свирской Шеметовщизна со Спяглом, Свинкой, Засвирем и прочими фольварками: вельм. его мил. пан Криштоф из Братошина Деспот Зенович, писарь ВКЛ, староста ошмянский: в 1667 г. −23 дымов, в 1690—131 дымов». 
Участник антисапежинской оппозиции в Великом княжестве Литовском.
В 1700 году участвовал в битве под Олькениками.
В 1701 году Кшиштоф Зенович получил староство Ошмянское. 
В 1703-1709 годах — занимал должность писаря великого Литовского. 
В 1709 году Кшиштоф Зенович был назначен воеводой Минским.
В 1713—1714 годах Криштоф Зенович и Ядвига Зенович из Швыковских в местечке Засвирь выстроили большой каменный костел Святой Троицы и подарили ему два имения - Засвирь и Помошье. В длину костел достигал 15 сажень, в ширину - 7 сажень и 2 аршина.

## Семья
Родители - каштелян новогрудский Станислав Зенович (ок. 1610—1672) и Амалия Елизавета фон Герберштейн.
Был трижды женат. Его первой женой стала Тереза Коцелл, сестра воеводы трокского Михаила Казимира Коцелла. Вторично женился на Сусанне Пшездецкой, которая в качестве приданного принесла ему имение Шеметово. Третьей женой стала Ядвига (по другим сведениям - Бригитта) из Швыковских.
Дети:
- Тереза Зенович, жена войского ошмянского Кароля Сулистровского (ум. 1749 г.) герба «Любич» (имение Шеметово досталось её сыну Алоизу Сулистровскому, писарю литовскому).
- Амелия Зенович, жена старосты мстиславского Александра Воловича, затем Михаила Хлусевича.